# Bjarne Corydon
Bjarne Fog Corydon, född 1 mars 1973 i Kolding, är en dansk politiker. 
Corydon var Danmarks finansminister från den 3 oktober 2011 under regeringen Helle Thorning-Schmidt I och II. Han avgick tillsammans med regeringen den 28 juni 2015. Corydon blev invald i det danska parlamentet, Folketinget, för första gången vid valet den 15 september 2011. Han omvaldes den 18 juni 2015. 
Innan sin debut som politiker och minister var han ekonomisk rådgivare för den socialdemokratiska ledningen samt stabschef för dåvarande partiledaren Helle Thorning-Schmidt och ledare av Socialdemokraternes analys- och informationsavdelning på Christiansborg.